# Isleta de Brouee
Ilet a Brouee es una isla del Caribe y forma parte de Haití. Se encuentra en el estrecho del Canal de L'est y se encuentra al norte de la Isla de la Vaca. Ilet a Brouee es una de las islas más densamente pobladas del mundo, con hasta 500 personas compartiendo un área de solo 0,4 hectáreas.